# Сиван (кинооператор)
Сивасанкаран Наир (малаял. ശിവശങ്കരൻ നായർ), более известный под коротким именем Сиван (малаял. ശിവൻ; 14 мая 1932, Харипад, Британская Индия — 24 июня 2021, Тривандрам) — индийский кинооператор и кинорежиссёр
, лауреат Национальной кинопремии Индии.

## Биография
Родился 14 мая 1932 года в Харипаде в семье Гопала Пиллаи и Бхавани Аммы и был вторым из шести детей.
Сиван был первым профессиональным фотокорреспондентом Траванкора и запечатлел на своих снимках множество политиков и исторических моментов, в том числе церемонию приведения к присяге первого министерства в Керале под руководством Э. М. С. Намбудирипада в 1957 году.
Его фотоработы публиковались в таких изданиях как Life, News Week, Span и Time.
В 1959 году он открыл собственную студию на перекрестке Статуй в Тируванантапураме.
Его режиссёрским дебютом стал документальный фильм An Invitation to Nature’s Paradise (о туризме в Керале). С тех пор он написал сценарии, поставил, сочинил музыку и снял 22 документальных фильма на нескольких индийских языках.
Сиван начал работать в индустрии художественного кино в конце 1950-х годов и привлек внимание как фотограф-постановщик фильма «Креветка» 1965 года, снятого Раму Кариатом. В 1973 году он стал продюсером фильма Swapnam.
Среди его режиссёрских работ фильмы Yagam (1982), Abhayam (1991), Kochu Kochu Mohangal (1998), Oru Yatra (1999), Kilivathil (2008) и Keshu (2009).
Его фильмы отмечены двумя национальными кинопремиями за лучший детский фильм (Abhayam и Keshu) и национальной кинопремией за лучший фильм на языке малаялам (Yagam). За этот же фильм он получил премию за лучшую операторскую работу.
Кинематографист скончался 24 июня 2021 года в Тируванантапураме в возрасте 89 лет от внезапной остановки сердца.
У него осталось четверо детей: сыновья-режиссёры Сангит Сиван, Сантош Сиван, Санджив Сиван и дочь Сарита Раджив. Его жена Чандрамани умерла раньше него.